# Bernard Epin
Bernard Epin (27 de mayo de 1936-1 de abril de 2020) fue un escritor francés, crítico literario y activista comunista.

## Biografía
Nacido en una familia de clase trabajadora, Epin asistió a la escuela primaria en el distrito 14 de París. Se unió al Partido Comunista francés en 1954 y al equipo editorial de L'École et la Nation, una revista comunista, en 1957. Después de su servicio militar en Argelia, Epin se convirtió en secretario editorial de la revista. También colaboró con el semanal Révolution, y los mensuales Regards y L'Humanité. 
Además de sus críticas en la literatura infantil, Epin escribió diez ensayos, entre ellos Les livres de vos enfants, parlons-en en 1985. Este ensayo defendió la idea de la emancipación en la lectura infantil y enfatizó la necesidad de democratizar los estudios infantiles. 
Se desempeñó como alcalde de Saint-Ouen de 1965 a 2001, y dirigió asuntos culturales de 1971 a 1995.

## Muerte
Murió el 1 de abril de 2020 a la edad de 83 años debido a COVID-19 causado por el virus del SARS-CoV-2 durante la pandemia de enfermedad por coronavirus.

## Publicaciones
- Découvrir la littérature d'aujourd'hui pour les jeunes (1976)
- Profession chanteur (1977)
- Chez nous à Saint-Ouen (1983)
- L'éducation civique, c'est quoi aujourd'hui ? (1985)
- Les livres de vos enfants, parlons-en (1985)
- La Révolution française: elle inventa nos rêves (1988)
- Les petits mots des petits mômes (1990)
- Le grand livre du jeune citoyen: avec le texte intégral de la Déclaration universelle des droits de l'homme (1998, 2004, 2012)
- Mon premier livre de citoyen du monde (2000, 2012, 2014)